# Принеси мені голову прекрасного принца
«Принеси мені голову прекрасного Принца»( англ. Bring Me the Head of Prince Charming) - перша книга з трилогії про пригоди молодого рудого демона Аззі Ельбуба.
Трилогія створена двома корифеями світової  фантастики — Робертом Шеклі і Роджером Желязни. В неї також входять наступні романи:
- Якщо у ролі Фауста тобі не досягти успіху  (англ. If at Faust You Don't Succeed, 1993)
- Театр одного демона або  П'єса повинна продовжуватися"  (англ. A Farce to Be Reckoned With, 1995)

## Сюжет
Кожне тисячоліття між силами добра і силами зла відбувається велике змагання, яке визначає поворот подій в наступаючому тисячолітті. На стороні зла демон і майстер саботажу Аззі Елбуб, а на стороні добра-ангел Бабріель. Обидва повинні дотримуватися правил і звичаїв, які встановлені їх відповідними сектами. Конкурс є випробуванням людської природи і приймає форму казки. І та сила, яка створить найбільше лиходійство або благодіяння, буде правити в це тисячоліття.
Демон Аззі зміг зібрати по шматочках  Прекрасного принца та принцесу Скарлетт. Заручився підтримкою князів пекла, розмістив на Землі Чарівний замок, скляну гору і Зачарований ліс.
Але щось пішло не так:  Принц виявився страшним боягузом і  відмовився закохуватися. Принцеса Скарлетт виявилася безглуздою і примхливою, та відмовилася ставати Сплячою Красунею. Бідолаха Фріке-вірний слуга Аззі на Землі, раз у раз потрапляв в дурні ситуації. І на довершення до всього, подружка Аззі-прекрасна відьмочка Іліт-закохалася в ангела (спостерігача з боку сил Добра).  Розв'язка в цій історії виявилася вельми і вельми нестандартною і непередбачуваною.

## Переклади українською
«Принеси мені голову прекрасного Принца» [Архівовано 1 грудня 2021 у Wayback Machine.]